# روگیته
روگیته (به لهستانی:  Rogity) یک روستا در لهستان است که در گمینا برانگوو واقع شده‌است. روگیته ۳۹۰ نفر جمعیت دارد.